# 2020년 4월
| 2020년: 1월 · 2월 · 3월 · 4월 · 5월 · 6월 · 7월 · 8월 · 9월 · 10월 · 11월 · 12월 |

| \| 2020년 4월 1일 (수요일) \| \| 편집 \| |  |      |
| 보건 - 대한민국의 지방직 소방공무원들이 국가직으로 전환되었다. - 코로나바이러스감염증-19 범유행 - 대한민국의 코로나바이러스감염증-19 범유행 - 대한민국의 0시 기준 확진자 수가 9,887명으로 집계되었다. 전날 0시 대비 101명이 늘었다. - 대구광역시 중구 동산동 계명대학교 동산의료원에서 기저질환이 없던 40대 남성이 코로나-19로 사망하였다. - 미국 코네티컷주에서 태어난 지 6주 된 신생아가 코로나-19에 걸려 사망하는 사건이 발생하였다. - 영국 런던 윔블던 선수권 대회가 코로나-19로 인하여 취소되었다. |  |      |
| 2020년 4월 1일 (수요일) |  | 편집 |

| 2020년 4월 1일 (수요일) |  | 편집 |

| \| 2020년 4월 2일 (목요일) \| \| 편집 \| |  |      |
| 법과 범죄 - 강원도지방경찰청은 n번방 사건을 세상에 알린 대학생 공익제보자들에 대해 신변보호에 나섰다. 보건 - 코로나바이러스감염증-19 범유행 - 대한민국의 코로나바이러스감염증-19 범유행 - 대한민국의 0시 기준 확진자 수가 9,976명으로 집계되었다. 전날 0시 대비 89명이 늘었다. 재해 - 콜롬비아 안티오케이아 지역에서 규모 5.1 지진이 발생하였다. |  |      |
| 2020년 4월 2일 (목요일) |  | 편집 |

| 2020년 4월 2일 (목요일) |  | 편집 |

| \| 2020년 4월 3일 (금요일) \| \| 편집 \| |  |      |
| 보건 - 코로나바이러스감염증-19 범유행 - 대한민국의 코로나바이러스감염증-19 범유행 - 대한민국의 0시 기준 확진자 수가 10,062명으로 집계되었다. 전날 0시 대비 86명이 늘었다. |  |      |
| 2020년 4월 3일 (금요일) |  | 편집 |

| 2020년 4월 3일 (금요일) |  | 편집 |

| \| 2020년 4월 4일 (토요일) \| \| 편집 \| |  |      |
| 법과 범죄 - 프랑스 로망쉬르이제르에서 칼부림이 일어나 2명이 숨지고, 4명이 부상을 입었다. 보건 - 코로나바이러스감염증-19 범유행 - 대한민국의 0시 기준 확진자 수가 10,156명으로 집계되었다. 전날 0시 대비 94명이 늘었다. - 조지아에서 첫 사망자(79세 여성) 발생이 보고되었다. - 쿠웨이트 국무부는 감염증으로 인한 첫 사망자 발생을 보고하였다. 정치와 선거 - 영국 노동당 당수 선거에서 키어 스타머가 승리, 당대표에 선출되었다. 부대표에는 안젤라 레이너(Angela Rayner)가 선출되었다. 2019년 12월 선거 직후, 전임 제러미 코빈 대표는 2019년 영국 총선 패배에 대한 책임을 지고, 후임자 선출시 물러나겠다고 밝힌 바 있다. - 온두라스의 대통령을 역임한 라파엘 카예하스 전 대통령이 숨졌다. 1990년~1994년 사이 대통령으로 재임하였으며, 온두라스 축구 연맹 회장직을 역임하였다. |  |      |
| 2020년 4월 4일 (토요일) |  | 편집 |

| 2020년 4월 4일 (토요일) |  | 편집 |

| \| 2020년 4월 5일 (일요일) \| \| 편집 \| |  |      |
| 보건 - 코로나바이러스감염증-19 범유행 - 대한민국의 코로나바이러스감염증-19 범유행 - 대한민국의 0시 기준 확진자 수가 10,237명으로 집계되었다. 전날 0시 대비 81명이 늘었다. - 대한민국의 경찰은 자가격리자에 대해 불시점검을 전국으로 확대하였다. |  |      |
| 2020년 4월 5일 (일요일) |  | 편집 |

| 2020년 4월 5일 (일요일) |  | 편집 |

| \| 2020년 4월 6일 (월요일) \| \| 편집 \| |  |      |
| 무력 충돌과 공격 - 말리 가오주 밤바(Bamba)에 있는 군사 기지가 공격을 받아, 최소 25명이 군인이 숨진 것으로 알려졌다. 보건 - 코로나바이러스감염증-19 범유행 - 대한민국의 0시 기준 확진자 수가 10,284명으로 집계되었다. 전날 0시 대비 47명이 늘었다. - 바베이도스에서 첫 사망자(81세 남성)가 발생하였다. 사망자는 당뇨병을 앓고 있었으며, 최근 영국을 여행을 다녀온 것으로 알려졌다. - 영국의 코로나바이러스감염증-19 범유행 - 영국의 보리스 존슨 총리가 감염증 증상 악화로 중환자실에 입원하였다. 도미닉 라브(Dominic Raab) 외무장관이 총리직을 대행할 것으로 알려졌다. 존슨 총리는 지난 3월 27일 확진 판정을 받고 총리 관저에서 자가 격리 중이었다. - 영국의 유통업체 데번햄스(Debenhams)가 운영 중인 매장을 폐쇄할 것으로 알려졌다. - 프랑스에서 감염증으로 하루 사이 833명이 숨졌다. 프랑스의 감염증 하루 사망자로는 가장 많은 수이다. 프랑스는 98,010명이 감염되었으며, 사망자 수는 8,911명으로 집계되었다. 재해 - 대한민국 부산광역시 강서구 부산항 신항의 한 부두에서 접안 중이던 컨테이너선(15만t급)이 크레인과 충돌해 해당 크레인이 붕괴되는 사고가 발생하였다. |  |      |
| 2020년 4월 6일 (월요일) |  | 편집 |

| 2020년 4월 6일 (월요일) |  | 편집 |

| \| 2020년 4월 7일 (화요일) \| \| 편집 \| |  |      |
| 경제와 비즈니스 - 대한민국의 국가채무가 사상 처음으로 1700조원대를 넘어섰다. 보건 - 코로나바이러스감염증-19 범유행 - 대한민국의 0시 기준 확진자 수가 10,331명으로 집계되었다. 전날 0시 대비 47명이 늘었다. - 일본에서 아베 신조 총리가 도쿄 등 7개지역에 비상사태를 선포하였다. 재해 - 리비아에서 서부와 남부 지역에서 대규모 정전이 발생하였다. 스포츠 - 2020년 KBO 리그: 한국야구위원회(KBO)는 감염증 유행이 안정되면, 5월 초에 리그를 개막할 예정이라고 밝혔다. 예년에는 3월 하순에서 4월 초순에 개막한다. |  |      |
| 2020년 4월 7일 (화요일) |  | 편집 |

| 2020년 4월 7일 (화요일) |  | 편집 |

| \| 2020년 4월 8일 (수요일) \| \| 편집 \| |  |      |
| 법과 범죄 - 오만의 술탄 하이탐 빈 타리크 알사이드가 336명의 외국인과 599명의 죄수를 석방하였다. 보건 - 코로나바이러스감염증-19 범유행 - 대한민국의 0시 기준 확진자 수가 10,384명으로 집계되었다. 전날 0시 대비 53명이 늘었다. - 영국에서 신문 판매가 중단되었다. 정치와 선거 - 2020년 미국 대통령 선거 - 버니 샌더스 상원의원이 2020년 미국 대통령 선거 민주당 후보 경선 선거 운동을 중단한다고 밝혔다. 이에 따라 조 바이든 전 미국의 부통령 사실상 민주당 대선 후보가 되었다. - 공화당은 제45대 대통령으로 재임 중인 도널드 트럼프가 후보로 출마할 예정이다. |  |      |
| 2020년 4월 8일 (수요일) |  | 편집 |

| 2020년 4월 8일 (수요일) |  | 편집 |

| \| 2020년 4월 9일 (목요일) \| \| 편집 \| |  |      |
| 비즈니스와 경제 - 석유 수출국 기구(OPEC)는 코로나-19로 인한 석유 수요 감소로 인한 생산량 감축에 합의하기 위해 긴급 회의를 개최할것이라고 밝혔다. 보건 - 코로나바이러스감염증-19 범유행 - 대한민국의 0시 기준 확진자 수가 10,423명으로 집계되었다. 전날 0시 대비 39명이 늘었다. - 타이완은 WHO의 테워드로스 아드하놈 거브러이여수스 사무총장의 비난을 강력히 거부하며 인종 차별 공격을 자행 했다고 사과를 요구했다. |  |      |
| 2020년 4월 9일 (목요일) |  | 편집 |

| 2020년 4월 9일 (목요일) |  | 편집 |

| \| 2020년 4월 10일 (금요일) \| \| 편집 \| |  |      |
| 보건 - 코로나바이러스감염증-19 범유행 - 대한민국의 코로나바이러스감염증-19 범유행 - 대한민국의 0시 기준 확진자 수가 10,450명으로 집계되었다. 전날 0시 대비 27명이 늘었다. - 대구광역시 확진자 수가 6,807명으로, 신규 확진자가 발생하지 않은 것으로 집계되었다. 2월 18일 첫 확진자 발생 이후, 확진자가 발생하지 않은 것은 53일만이다. 정치와 선거 - 대한민국 제21대 국회의원 선거: 4월 15일 본 투표에 앞서 사전 투표를 4월 10일과 4월 11일, 각각 06시부터 18시까지 실시한다. |  |      |
| 2020년 4월 10일 (금요일) |  | 편집 |

| 2020년 4월 10일 (금요일) |  | 편집 |

| \| 2020년 4월 11일 (토요일) \| \| 편집 \| |  |      |
| 보건 - 코로나바이러스감염증-19 범유행 - 대한민국의 0시 기준 확진자 수가 10,480명으로 집계되었다. 전날 0시 대비 30명이 늘었다. 정치와 선거 - 대한민국 제21대 국회의원 선거: 4월 15일 본 투표에 앞서 실시되는 사전 투표가 4월 10일에 이어, 4월 11일에도 06시부터 18시까지 실시된다. 법과 범죄 - 전라남도 함평군 손불면 국회의원 선거사전투표소에서 선거관리위원회 직원의 조사를 거부하고 승합차로 선관위 직원을 치고 도주하는 사건이 일어났다. |  |      |
| 2020년 4월 11일 (토요일) |  | 편집 |

| 2020년 4월 11일 (토요일) |  | 편집 |

| \| 2020년 4월 12일 (일요일) \| \| 편집 \| |  |      |
| 보건 - 코로나바이러스감염증-19 범유행 - 대한민국의 0시 기준 확진자 수가 10,512명으로 집계되었다. 전날 0시 대비 32명이 늘었다. 정치와 선거 - 대한민국의 정원식 전 국무총리가 숨졌다. |  |      |
| 2020년 4월 12일 (일요일) |  | 편집 |

| 2020년 4월 12일 (일요일) |  | 편집 |

| \| 2020년 4월 13일 (월요일) \| \| 편집 \| |  |      |
| 무력 충돌과 공격 - 리비아 군이 미스라타에서 밀 Mi-24 헬리콥터 중 하나가 격추되어 탑승자 3명이 사망했다고 밝혔다. 보건 - 코로나바이러스감염증-19 범유행 - 대한민국의 0시 기준 확진자 수가 10,537명으로 집계되었다. 전날 0시 대비 25명이 늘었다. - 영국 보건 당국은 감염증으로 인한 확진자 수가 11,329명 늘어난 88,621명, 사망자 수는 717명이 늘어 4,342명으로 집계되었다고 밝혔다. - 미국의 코로나바이러스감염증-19 범유행 - USS 시어도어 루스벨트 (CVN-71)의 코로나바이러스감염증-19 범유행: 최소 500명 이상의 선원이 감염증 양성 반응이 나타났다. - 그간 사망자가 없던 와이오밍주에서 첫 사망자가 존슨 카운티(Johnson County)에서 나오면서, 미국 50개주 전역에서 사망자 발생이 보고되었다. 재해 - 미국 남동부 일대에서 토네이도가 연속적으로 발생, 30명 이상이 숨졌다. - 피지는 사이클론 해롤드(Cyclone Harold)의 피해와 관련하여 30일간의 자연 재해 사태를 선포하였다. 정치와 선거 - 2020년 미국 대통령 선거 - 2020년 미국 대통령 선거 민주당 후보 경선: 버니 샌더스 상원의원이 조 바이든 전 부통령에 대한 공식 지지를 선언하였다. 샌더스 상원의원은 지난 4월 8일 선거 운동 중단을 표명한 바 있다. |  |      |
| 2020년 4월 13일 (월요일) |  | 편집 |

| 2020년 4월 13일 (월요일) |  | 편집 |

| \| 2020년 4월 14일 (화요일) \| \| 편집 \| |  |      |
| 국제 관계 - 도널드 트럼프 미국 대통령은 세계 보건 기구(WHO)에 대한 자금 지원을 중단한다고 밝혔다. 보건 - 코로나바이러스감염증-19 범유행 - 대한민국의 0시 기준 확진자 수가 10,564명으로 집계되었다. 전날 0시 대비 27명이 늘었다. - 인도의 나렌드라 모디 총리는 국가 폐쇄를 오는 5월 3일까지 연장한다고 밝혔다. - 미국의 확진자 수가 60만 명을 넘어섰다. 정치와 선거 - 2020년 미국 대통령 선거: 미국의 버락 오바마 전 대통령이 민주당 조 바이든 후보에 대한 공식적인 지지 의사를 표명하였다. - 키리바시에서 의회 의원 선출을 위한 1차 투표가 실시되었다. 2차 결선 투표는 오는 4월 21일로 예정되어있다. |  |      |
| 2020년 4월 14일 (화요일) |  | 편집 |

| 2020년 4월 14일 (화요일) |  | 편집 |

| \| 2020년 4월 15일 (수요일) \| \| 편집 \| |  |      |
| 보건 - 코로나바이러스감염증-19 범유행 - 대한민국의 0시 기준 확진자 수가 10,591명으로 집계되었다. 전날 0시 대비 27명이 늘었다. 정치와 선거 - 대한민국 제21대 국회의원 선거, 2020년 대한민국 재보궐선거: 대한민국에서 제21대 국회의원 선출을 위한 선거와 재보궐 선거가 실시되었다. 중앙선거관리위원회는 총선거 잠정투표율이 66.2%라고 밝혔다. |  |      |
| 2020년 4월 15일 (수요일) |  | 편집 |

| 2020년 4월 15일 (수요일) |  | 편집 |

| \| 2020년 4월 16일 (목요일) \| \| 편집 \| |  |      |
| 문화와 예술 - 톰과 제리와 뽀빠이를 제작한 애니메이터 진 데이치가 향년 95세로 사망했다. 보건 - 코로나바이러스감염증-19 범유행 - 전 세계 감염증 확진자 수가 200만 명을 넘어섰다. 이중 30%가량인 60만 명 이상이 미국에서 발생한 것으로 집계되었다. - 나이지리아에서 확산 방지 조치 시행 중 18명 이상이 보안군에 의하여 숨진 것으로 알려졌다. - 대한민국의 0시 기준 확진자 수가 10,613명으로 집계되었다. 전날 0시 대비 22명이 늘었다. - 독일의 질병관리본부인 코흐 연구소(Robert Koch Institute)는 사망자 수가 315명 늘어난 2,569명, 확진자 수가 2,866명 늘어난 130,450명으로 집계되었다고 밝혔다. - 미국 뉴욕주의 앤드루 쿠오모 주지사는 셧다운 조치를 오는 5월 15일까지 연장한다고 밝혔다. - 에스와티니에서 첫 사망자가 보고되었다. - 영국이 록다운(lockdown, 봉쇄) 조치를 최소 3주간 연장한다고 밝혔다. 정치와 선거 - 대한민국 제21대 국회의원 선거, 2020년 대한민국 재보궐선거: 대한민국에서 4월 15일 실시된 선거의 결과가 발표되었다. 더불어민주당 163석, 더불어시민당 17석, 미래통합당 85석, 미래한국당 19석, 정의당 6석, 국민의당 3석, 열린민주당 3석으로 당선되었다고 공표하였다. - 브라질 자이르 보우소나루 대통령은 감염증 대응에 대한 이견으로 충돌을 빚어온 루이스 엔히키 만데타(Luiz Henrique Mandetta) 보건부 장관을 해임하고, 네우손 루이스 스페를리 타이시(Nelson Teich)를 후임 장관에 임명하였다. |  |      |
| 2020년 4월 16일 (목요일) |  | 편집 |

| 2020년 4월 16일 (목요일) |  | 편집 |

| \| 2020년 4월 17일 (금요일) \| \| 편집 \| |  |      |
| 경제와 비즈니스 - 중화인민공화국 국가통계국은 경제성장률이 -6.8%로 역성장했다고 밝혔다. 문화 대혁명이 끝난 1976년이후 처음으로 역성장하였으며, 1992년 관계 당국이 분기별 성장률 발표를 시작한 이래 가장 최저의 성장률이다. 보건 - 코로나바이러스감염증-19 범유행 - 대한민국의 0시 기준 확진자 수가 10,635명으로 집계되었다. 전날 0시 대비 22명이 늘었다. |  |      |
| 2020년 4월 17일 (금요일) |  | 편집 |

| 2020년 4월 17일 (금요일) |  | 편집 |

| \| 2020년 4월 18일 (토요일) \| \| 편집 \|                                                                                     |  |      |
| 보건 - 코로나바이러스감염증-19 범유행 - 대한민국의 0시 기준 확진자 수가 10,653명으로 집계되었다. 전날 0시 대비 18명이 늘었다. |  |      |
| 2020년 4월 18일 (토요일) |  | 편집 |

| 2020년 4월 18일 (토요일) |  | 편집 |

| \| 2020년 4월 19일 (일요일) \| \| 편집 \| |  |      |
| 보건 - 코로나바이러스감염증-19 범유행 - 대한민국의 0시 기준 확진자 수가 10,661명으로 집계되었다. 전날 0시 대비 8명이 늘었다. 2월 17일 이후 가장 낮은 증가 수치이다. 정부는 사회적 거리두기 조치를 5월 5일까지 연장한다고 밝혔다. - 미국 캘리포니아주에서 감염증 합병증으로 첫 교도소 수감자 사망이 발생하였다. 법과 범죄 - 2020년 노바스코샤주 총기 난사 사건: 캐나다 노바스코샤주에서 18일과 19일 사이 이어진 총격 사건으로 최소 22명이 숨졌다. 가해자는 왕립 캐나다 기마경찰에 의하여 사살되었다. |  |      |
| 2020년 4월 19일 (일요일) |  | 편집 |

| 2020년 4월 19일 (일요일) |  | 편집 |

| \| 2020년 4월 20일 (월요일) \| \| 편집 \| |  |      |
| 경제와 비즈니스 - 스웨덴의 볼보 자동차가 감염증 유행으로 3월 26일 이후 가동이 중단되었던 스웨덴 토르슬란다(Torslanda) 소재의 공장에서 생산을 재개하였다. - 서부 텍사스 중질유(WTI)이 선물 만기로 배럴 당 -37.63 달러까지 하락하였다. 17일 종가인 18.27달러 대비 300% 하락하였다. 유가가 마이너스를 기록한 것은 역사 상 처음으로, 이는 판매자가 원유와 함께 해당 금액을 얹어서 판다는 의미가 된다. - 미국의 항공사 유나이티드 항공이 지난 1/4분기 21억 달러의 손실이 발생한 것으로 알려졌다. 법과 범죄 - 대하민국의 기업은행은 자금세탁방지법 위반 혐의와 관련하여 미국 사법당국과 8,600만 달러(한화 약 1,050억원)의 벌금을 내고, 기소 유예 협약을 맺기로하였다. 향후 5,100만 달러는 미국 검찰, 그리고 3,500만 달러는 뉴욕주 금융청에 납부한다. 기업은행은 2011년 한 국내 기업의 대 이란 제재를 위반하는 위장 거래를 파악하지 못한 것과 관련하여 자금세탁방지법을 위반혐의를 받아왔다. 보건 - 코로나바이러스감염증-19 범유행 - 뉴질랜드 재신더 아던 총리는 오는 4월 27일까지 상황이 호전되면 폐쇄 조치를 완화할 것이라고 밝혔다. - 대한민국의 0시 기준 확진자 수가 10,674명으로 집계되었다. 전날 0시 대비 13명이 늘었다. - 미국 빌 더블라지오 뉴욕시장은 주요 퍼레이드(parade) 행사를 취소한다고 밝혔다. - 벨로루시의 학교가 다시 문을 열었다. 당국은 학교의 문은 열지만, 부모가 원할 경우 자녀를 집에 둘 수 있다고 밝혔다. - 사우디아라비아는 라마단 기간 중 마스지드 알하람, 예언자의 모스크 등 이슬람 성지의 폐쇄를 유지한다고 밝혔다. 정치와 선거 - 바누아투에서 밥 로우먼(Bob Loughman)이 신임 총리로 선출되었다. - 미국 방송사 CNN의 보도로 조선민주주의인민공화국 김정은 국무위원장에 대한 건강이상설이 불거졌다. |  |      |
| 2020년 4월 20일 (월요일) |  | 편집 |

| 2020년 4월 20일 (월요일) |  | 편집 |

| \| 2020년 4월 21일 (화요일) \| \| 편집 \| |  |      |
| 국제 관계 - 미국 미주리주가 감염증 유행과 관련하여 중화인민공화국을 상대로 소송을 제기하였다. 주 단위에서 소송 제기는 미주리주가 처음이다. 문화와 예술 - 스페인 팜플로나 시의회는 오는 7월에 열릴 예정이던 산 페르민 축제를 취소한다고 밝혔다. 축제 취소는 역사 상 다섯 번째이다. 법과 범죄 - 레바논이 의료용 대마초를 합법화하였다. 보건 - 코로나바이러스감염증-19 범유행 - 대한민국의 0시 기준 확진자 수가 10,683명으로 집계되었다. 전날 0시 대비 9명이 늘었다. - 미국 확진자 수가 78만 8,920명으로 집계되었다. 뉴욕주의 확진자 수는 25만 3,400명으로, 하룻밤 사이 481명이 숨졌다. 정치와 선거 - 키리바시에서 의회 의원 선출을 위한 결선 투표가 실시되었다. 4월 14일 1차 투표에 이은, 결선 투표이다. 사건 - 경기도 군포시의 한국복합물류 군포화물터미널 물류창고 E동에서 화재가 발생하였다. 튀니지 국적자가 버린 담뱃불이 원인으로 조사되었다. |  |      |
| 2020년 4월 21일 (화요일) |  | 편집 |

| 2020년 4월 21일 (화요일) |  | 편집 |

| \| 2020년 4월 22일 (수요일) \| \| 편집 \|                                                                                     |  |      |
| 보건 - 코로나바이러스감염증-19 범유행 - 대한민국의 0시 기준 확진자 수가 10,694명으로 집계되었다. 전날 0시 대비 11명이 늘었다. |  |      |
| 2020년 4월 22일 (수요일) |  | 편집 |

| 2020년 4월 22일 (수요일) |  | 편집 |

| \| 2020년 4월 23일 (목요일) \| \| 편집 \| |  |      |
| 보건 - 코로나바이러스감염증-19 범유행 - 대한민국의 0시 기준 확진자 수가 10,702명으로 집계되었다. 전날 0시 대비 8명이 늘었다. 사건 - 오거돈 부산광역시장이 성추행 사건으로 물의를 빚고 사퇴하였다. |  |      |
| 2020년 4월 23일 (목요일) |  | 편집 |

| 2020년 4월 23일 (목요일) |  | 편집 |

| \| 2020년 4월 24일 (금요일) \| \| 편집 \| |  |      |
| 법과 범죄 - 사우디아라비아 대법원은 태형(채찍이나 회초리로 때리는 형벌)을 징역형 또는 벌금형으로 대체할 것을 일선에 지시하였다. 보건 - 코로나바이러스감염증-19 범유행 - 대한민국의 코로나바이러스감염증-19 범유행 - 대한민국의 0시 기준 확진자 수가 10,708명으로 집계되었다. 전날 0시 대비 6명이 늘었다. - 대한민국 정부는 코로나-19 확산을 막기 위하여 27일부터 자가 격리 지침 위반자에게 안심밴드를 채울 예정이다. 만약 위반자가 안심밴드 착용을 거부하면 정부가 지정해 놓은 별도 시설에 격리될 예정이다. 사고 - 경상북도 안동시에서 산불이 발생하였다. 다음 날 정오에 진화되었으나, 불씨가 되살아나면서 계속 번지고 있다. |  |      |
| 2020년 4월 24일 (금요일) |  | 편집 |

| 2020년 4월 24일 (금요일) |  | 편집 |

| \| 2020년 4월 25일 (토요일) \| \| 편집 \| |  |      |
| 보건 - 코로나바이러스감염증-19 범유행 - 대한민국의 0시 기준 확진자 수가 10,718명으로 집계되었다. 전날 0시 대비 10명이 늘었다. 스포츠 - 에레디비시 2019-20: 네덜란드 왕립 축구 협회(KNVB)는 네덜란드 1부 축구 리그인 에레디비시 시즌을 조기 종료하며, 우승팀이나 강등팀 없이 시즌이 끝낸다고 밝혔다. 우승팀없이 시즌이 마무리되는 것은 1956년 에레디비시 출범이후 처음이다. |  |      |
| 2020년 4월 25일 (토요일) |  | 편집 |

| 2020년 4월 25일 (토요일) |  | 편집 |

| \| 2020년 4월 26일 (일요일) \| \| 편집 \| |  |      |
| 법과 범죄 - 사우디아라비아의 살만 빈 압둘아지즈 알사우드 국왕이 왕명으로 미성년자에 대한 사형 선고를 금지하였다. 국왕은 앞서 2018년에는 미성년자에 대하여 사형을 제외한, 최고 형량을 소년원 10년으로 제한하였으며, 이번에 사형 선고도 금지하였다. 한편, 4월 24일 사우디아라비아 대법원은 채찍이나 회초리로 때리는 태형을 징역형 또는 벌금형으로 대체할 것을 일선에 지시한 바 있다. 보건 - 코로나바이러스감염증-19 범유행 - 대한민국의 0시 기준 확진자 수가 10,728명으로 집계되었다. 전날 0시 대비 10명이 늘었다. 사건 - 경상북도 안동시에서 산불이 발생, 소훼 및 소실된 임야는 200 ha로, 민가 4채와 창고 2동이 전소되었다. |  |      |
| 2020년 4월 26일 (일요일) |  | 편집 |

| 2020년 4월 26일 (일요일) |  | 편집 |

| \| 2020년 4월 27일 (월요일) \| \| 편집 \| |  |      |
| 과학과 기술 - 미국 국방부는 해군 비행사가 훈련중 촬영한 미확인 비행 물체(UFO)에 대한 동영상 3개를 공식적으로 공개하였다. 관련 영상은 지난 2017년 유출된 바 있다. 법과 범죄 - 베트남 법원은 페이스북에 반국가 게시물을 올린 사용자에 대하여 징역 1년 6개월을 선고하였다. 보건 - 코로나바이러스감염증-19 범유행 - 뉴질랜드 저신다 아던 총리는 감염증 시작 이후 처음으로 지역사회 전파가 없었다고 밝혔다. - 대한민국의 0시 기준 확진자 수가 10,738명으로 집계되었다. 전날 0시 대비 10명이 늘었다. 정치와 선거 - 2020년 미국 대통령 선거: 낸시 펠로시 하원 의장이 조 바이든 민주당 후보에 대한 공개 지지를 선언하였다. |  |      |
| 2020년 4월 27일 (월요일) |  | 편집 |

| 2020년 4월 27일 (월요일) |  | 편집 |

| \| 2020년 4월 28일 (화요일) \| \| 편집 \|                                                                                     |  |      |
| 보건 - 코로나바이러스감염증-19 범유행 - 대한민국의 0시 기준 확진자 수가 10,752명으로 집계되었다. 전날 0시 대비 14명이 늘었다. |  |      |
| 2020년 4월 28일 (화요일) |  | 편집 |

| 2020년 4월 28일 (화요일) |  | 편집 |

| \| 2020년 4월 29일 (수요일) \| \| 편집 \| |  |      |
| 경제와 비즈니스 - 미국 연방준비제도(FRB, 연준)는 연방공개시장위원회(FOMC) 정례 회의를 갖고, 기존 0.00%~0.25%의 금리 수준을 유지한다고 밝혔다. 현 금리 수준은 지난 3월 15일 인하된 수준이다. 보건 - 코로나바이러스감염증-19 범유행 - 대한민국의 0시 기준 확진자 수가 10,761명으로 집계되었다. 전날 0시 대비 9명이 늘었다. |  |      |
| 2020년 4월 29일 (수요일) |  | 편집 |

| 2020년 4월 29일 (수요일) |  | 편집 |

| \| 2020년 4월 30일 (목요일) \| \| 편집 \| |  |      |
| 보건 - 코로나바이러스감염증-19 범유행 - 대한민국의 0시 기준 확진자 수가 10,765명으로 집계되었다. 전날 0시 대비 4명이 늘었다. 사고 - 이천 물류센터 공사장 화재: 대한민국 경기도 소방재난본부는 이천시에서 전날(29일) 발생한 물류창고 건설현장 화재 사고로 인한 사망자가 최소 38명, 부상자가 10명이라고 밝혔다. 사고 희생자 대부분은 일용직이며, 사망자 중 33명의 신원이 밝혀졌으며, 5명의 신원은 감식 중이다. |  |      |
| 2020년 4월 30일 (목요일) |  | 편집 |

| 2020년 4월 30일 (목요일) |  | 편집 |

| <          | 2020년 4월 | 2020년 4월 | 2020년 4월 | 2020년 4월  | 2020년 4월 | >          |
| 일         | 월         | 화         | 수         | 목          | 금         | 토         |
|            |            |            | 1 3.9 갑술 | 2 10 을해   | 3 11 병자  | 4 12 정축  |
| 5 13 무인  | 6 14 기묘  | 7 15 경진  | 8 16 신사  | 9 17 임오   | 10 18 계미 | 11 19 갑신 |
| 12 20 을유 | 13 21 병술 | 14 22 정해 | 15 23 무자 | 16 24 기축  | 17 25 경인 | 18 26 신묘 |
| 19 27 임진 | 20 28 계사 | 21 29 갑오 | 22 30 을미 | 23 4.1 병신 | 24 2 정유  | 25 3 무술  |
| 26 4 기해  | 27 5 경자  | 28 6 신축  | 29 7 임인  | 30 8 계묘   |            |            |

| - 2020년 - 3월 - 4월 - 5월 - 4월 15일: 대한민국 제21대 국회의원 선거 - 4월 15일: 2020년 대한민국 재보궐선거 편집하기 |